# Verkiezingen voor het Europees Parlement 2014/Kandidatenlijst/Vlaams Belang
Dit is de kandidatenlijst van het Belgische Vlaams Belang voor de Europese verkiezingen van 2014. De verkozenen staan vetgedrukt.

## Effectieven
1. Gerolf Annemans
2. Rita De Bont
3. Filip De Man
4. Mariëtte Voogd
5. Frans Wymeersch
6. Marleen Fannes
7. Paul Meeus
8. Wis Versyp
9. Pieter Van Boxel
10. Mercedes Armirotto
11. Reddy De Mey
12. Karolien Dewinter

## Opvolgers
1. Sam Van Rooy
2. Ellen Samyn
3. Rien Vandenberghe
4. Nadine Motten
5. Josée Van den Nieuwenhof
6. Hilde De Lobel
7. Luk Van Nieuwenhuysen